# Цуда, Дайсукэ
Дайсукэ Цуда (яп. 津田 大輔 Цуда Дайсукэ, родился 13 сентября, 1977 года), также известный как Дайсукэ Хан (яп. ダイスケはん) — является одним из вокалистов японской группы Maximum the Hormone, однако в группе он чаще всего поёт речитативом, скримом или гроулом, чем чистым вокалом.

## Общая информация
Дайсукэ был одним из создателей группы, наряду с Нао Кавакитой, которая является барабанщицей группы. Дайсукэ взял на себя роль экстрим-вокалиста — то есть очень редко можно услышать его чистый вокал в песнях, в основном он поёт скримом или гроулом.
Во время перерыва в записи песен или концертов он ведёт радиопередачу «Maximum the Hormone» вместе с Нао Кавакитой.

## Оказавшие влияние на него группы
- The Stalin
- Pantera
- Lip Cream
- Slayer